# فن ماجن
الفن الماجن أو الأدب المكشوف هو الأدب أو الفن الذي يتعامل جوهريًا مع موضوع مثير للشبقية أو محفز أو مثير جنسيًا. يعتبر بعض النقاد الإباحية نوعًا منه، لكن الكثيرين يعدونها مختلفة. قد يستخدم الفن المثير أي شكل فني لتصوير المحتوى الجنسي، مثل الرسم أو النحت أو الدراما أو الأفلام أو الموسيقى. لقد أصبح الأدب الجنسي والتصوير الجنسي أنواعًا في حد ذاتها.
المُغرِبات هي الكتب أو المجلات التي تعالج موضوعات داعرة غريبة أو نادرة.

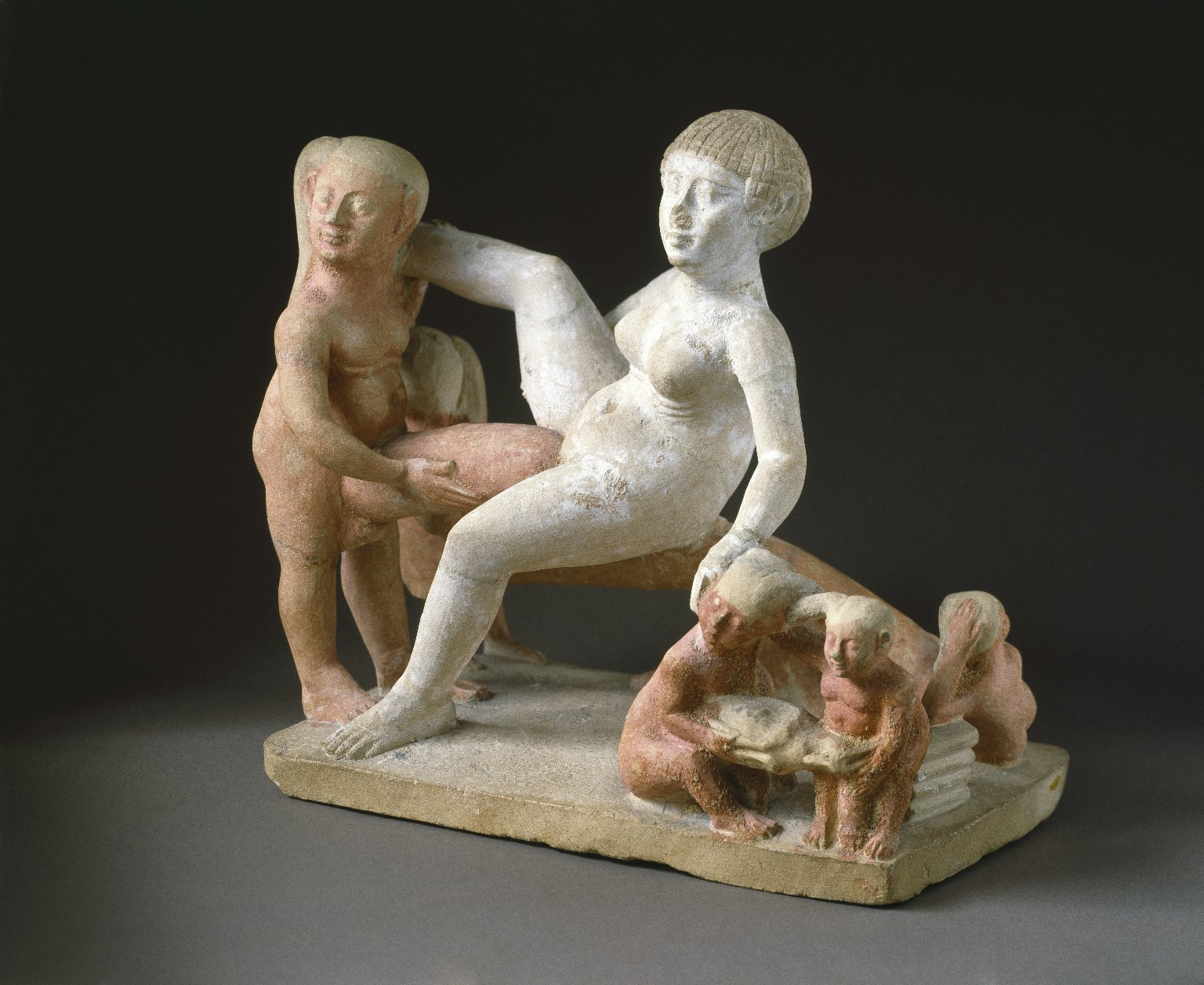
نحت فن ماجن من مصر البطلمية.